# Pieter Franciscus Martenisie
Pieter Franciscus Martenisie (1729-1789) est un graveur et enseignant d'origine flamande (Pays-Bas autrichiens), qui exerça sa profession entre Paris, Anvers et Nancy.

## Biographie

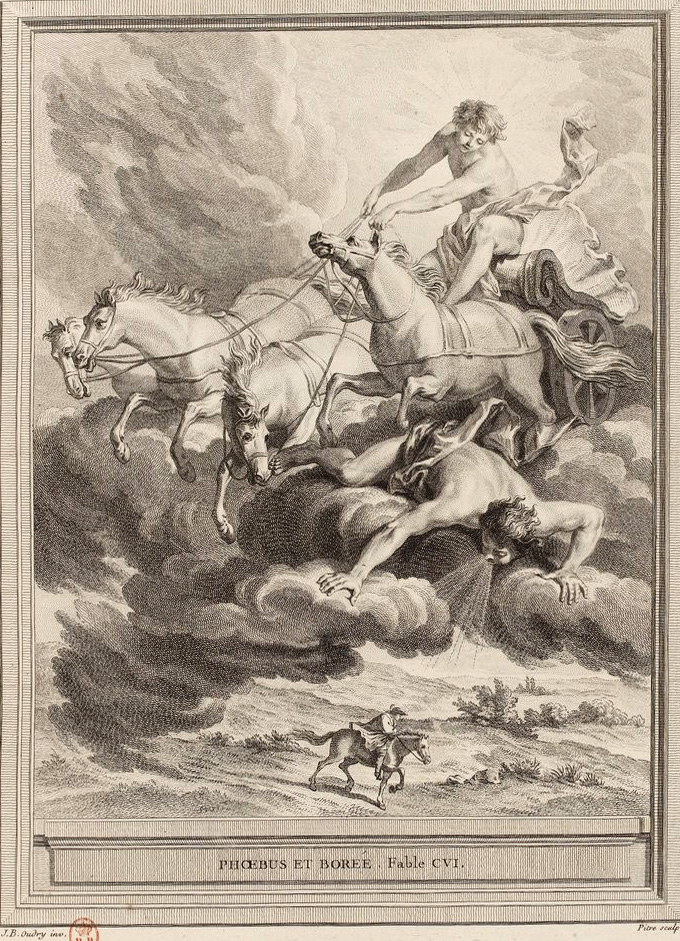
Gravure réalisée par Pieter Franciscus Martenisie d'après un dessin de Jean-Baptiste Oudry représentant la fable Phébus et Borée de Jean de La Fontaine (fable 3 du livre VI). (1755-1759, Bibliothèque nationale de France).

Pieter Franciscus Martenisie — on trouve aussi « Martenasie » ou « Martinasie » — est né le 11 décembre 1729 à Anvers (Pays-Bas autrichiens).
Il est formé à la gravure dans l'atelier parisien de Jacques-Philippe Le Bas. On raconte que dans un croquis légendé que fit le maître de six de ses élèves, on remarque, à la suite des mentions Le Mire normand, entre Bachelay avec ses pantouffles et Chenue [sic] le petit bossu, un élève désigné par ce nom Pitre : c'est bien de Martenisie qu'il s'agit ; certaines de ses gravures sont signées « Pitre ».
Il est un temps le collaborateur de Laurent Cars.
En 1751, il exécute le frontispice  d'après Charles Eisen — qu'il interpréta souvent —, de l'Éloge de la folie d'Érasme, pour l'édition de Meusnier de Querlon ; également les illustrations d'après Gravelot dans l'édition de 1757 des Contes de Boccace ; il participe aussi à la grande édition illustrée des Fables de La Fontaine, celle de 1755-1759, d'après Jean-Baptiste Oudry, et aux côtés de Noël Le Mire.
Il est nommé professeur à l'Académie royale des beaux-arts d'Anvers en 1762, puis directeur de l'établissement. Il est graveur de la cour du duc de Lorraine en 1764.
Il meurt le 3 octobre 1789.
On connaît de lui affiches, annonces et vignettes, ainsi que des eaux-fortes d'après Berchem, Boucher, Greuze, Rubens, Wouwerman...